# Tour de France 2012/1. Etappe
Die 1. Etappe der Tour de France 2012 fand am 1. Juli 2012 statt. Sie verlief vollständig auf belgischem Gebiet und führte von Lüttich über 198 km nach Seraing. Im Verlauf der Etappe gab es fünf Bergwertungen der vierten Kategorie sowie eine Sprintwertung. Damit zählt die erste Etappe nach dem Prolog als Flachetappe. Alle 198 gemeldeten Fahrer gingen an den Start.

## Teilnehmende Teams
- BMC Racing Team (BMC)
- RadioShack-Nissan (RNT)
- Team Europcar (EUC)
- Euskaltel-Euskadi (EUS)
- Lampre-ISD (LAM)
- Liquigas-Cannondale (LIQ)
- Garmin-Sharp (GRS)
- AG2R La Mondiale (ALM)
- Cofidis, le Crédit en Ligne (COF)
- Saur-Sojasun (SAU)
- Sky ProCycling (SKY)
- Lotto Belisol Team (LTS)
- Vacansoleil-DCM (VCD)
- Katusha Team (KAT)
- FDJ-Big Mat (FDJ)
- Rabobank Cycling Team (TLJ)
- Movistar (MOV)
- Team Saxo Bank-Tinkoff Bank (STB)
- Astana Pro Team (AST)
- Omega Pharma-Quick Step (OPQ)
- Orica GreenEdge (OGE)
- Team Argos-Shimano (TGA)

## Strecke
Der neutralisierte Start befand sich im Stadtzentrum Lüttichs beim Parc d’Avry; auf dem Place Saint-Lambert vor dem Fürstbischöflichen Palast fand eine kleine Eröffnungszeremonie statt. Außerhalb des Stadtzentrums wurde das Rennen freigegeben. Die Fahrer bewältigten Streckenabschnitte in Wallonien, die von den verschiedenen Klassikern her bekannt sind. Das Rennen führte in einem weiten Bogen durch die Provinzen Lüttich und Luxemburg. Dabei passierten die Fahrer unter anderem den Baraque de Fraiture, einen der höchstgelegenen Punkte Belgiens, wo sich auch die Verpflegungsstelle befand. In Seraing lag das Ziel am Ende eines mittelschweren Anstiegs, so dass nicht mit einer Sprintankunft zu rechnen war.

## Rennverlauf
Unmittelbar nach der Freigabe des Rennens setzte sich eine aus sechs Fahrern bestehende Fluchtgruppe vom Feld ab. Sie bestand aus den Franzosen Maxime Bouet, Anthony Delaplace, Nicolas Edet und Yohann Gène, dem Spanier Pablo Urtasun sowie dem Dänen Michael Mørkøv. Bereits bei Kilometer 10 hatten sie einen Vorsprung von mehr als zwei Minuten. Obwohl sie wegen einer geschlossenen Bahnschranke rund eine Minute verloren, konnten sie dennoch ihren Vorsprung kontinuierlich auf fast fünf Minuten ausbauen. Drei der vier folgenden Bergwertungen entschied Mørkøv für sich, eine Urtasun. Den Zwischensprint in Érezée gewann Gène. Bei Rennhälfte betrug der Vorsprung etwas mehr als drei Minuten und sank anschließend kontinuierlich.
Acht Kilometer vor dem Ziel wurden die sechs Ausreißer schließlich vom Feld eingeholt, das ein hohes Tempo einschlug. Zu Beginn des Schlussaufstiegs in Seraing lagen die meistgenannten Favoriten auf den Tagessieg an der Spitze. Der Franzose Sylvain Chavanel versuchte sich abzusetzen, wurde jedoch von seinen Verfolgern bald wieder eingeholt. Nach der Hälfte des Anstiegs griff der Schweizer Fabian Cancellara, der Sieger des Prologs, an und konnte sich leicht absetzen. Nur der Slowake Peter Sagan und der Norweger Edvald Boasson Hagen konnten zu ihm aufschließen. Sagan zog den Sprint an und gewann vor Cancellara und Hagen; das aufgesplitterte Feld konnte die drei ersten knapp nicht mehr einholen.

## Bergwertungen

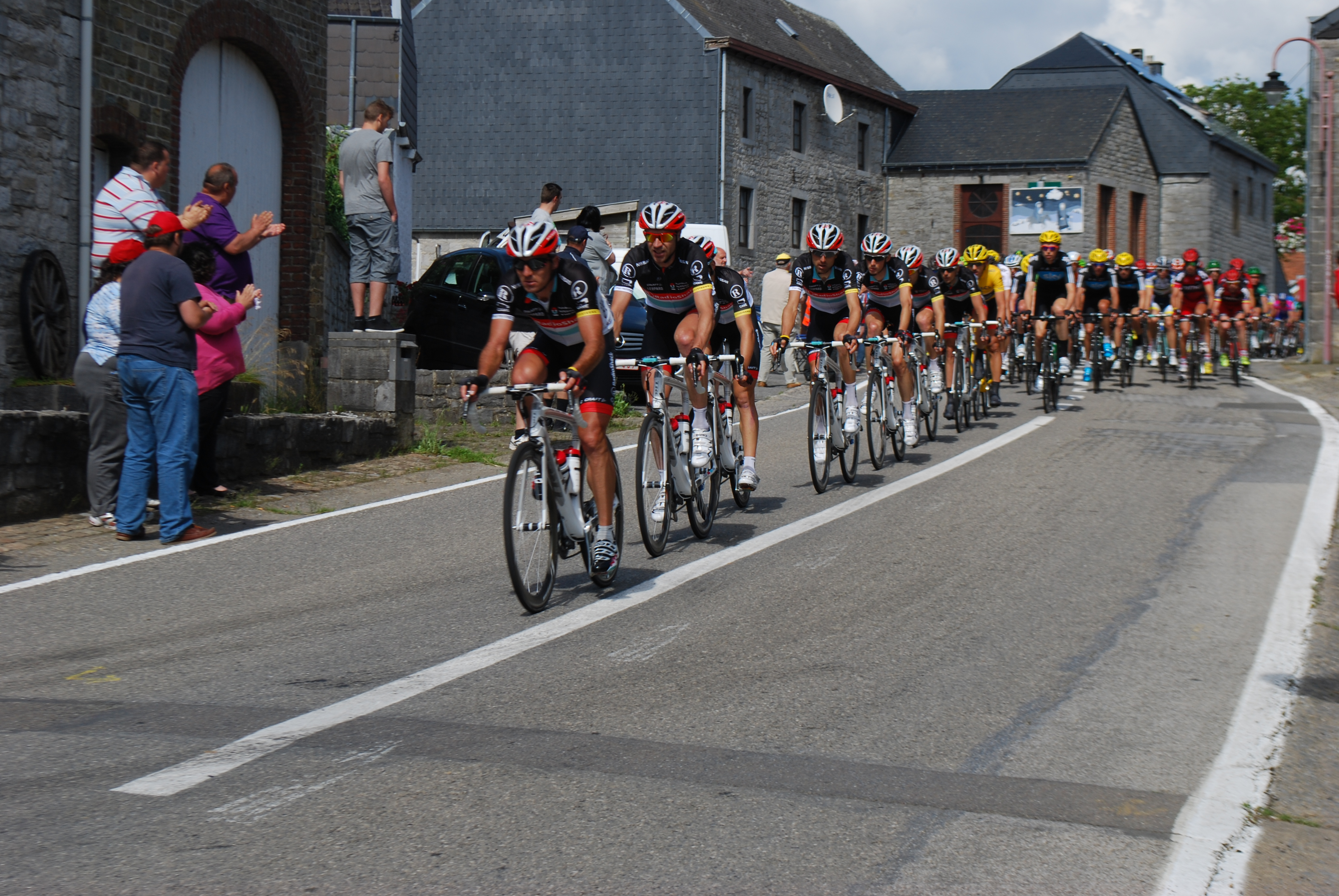
Die Spitze des Feldes in Durbuy

| Côte de Cokaifagne Kategorie 4 nach 42 km auf 543 m 2,9 km bei 5,1 % |          |                      |        |
| 1.                                                                   | Danemark | Michael Mørkøv (STB) | 1 Pkt. |

| Côte de Francorchamps Kategorie 4 nach 49 km auf 486 m 1,1 km bei 7,4 % |         |                     |        |
| 1.                                                                      | Spanien | Pablo Urtasun (EUS) | 1 Pkt. |

| Côte de Lierneux Kategorie 4 nach 94 km auf 527 m 2,1 km bei 5,1 % |          |                      |        |
| 1.                                                                 | Danemark | Michael Mørkøv (STB) | 1 Pkt. |

| Côte de Barvaux Kategorie 4 nach 139 km auf 220 m 1,6 km bei 4,2 % |          |                      |        |
| 1.                                                                 | Danemark | Michael Mørkøv (STB) | 1 Pkt. |

| Côte de Seraing Kategorie 4 nach 198 km auf 204 m 2,4 km bei 4,7 % |          |                   |        |
| 1.                                                                 | Slowakei | Peter Sagan (LIQ) | 1 Pkt. |

## Punktewertungen
| Zwischensprint in Érezée nach 117 km auf 322 m |                        |                            |         |
| 1.                                             | Frankreich             | Yohann Gène (EUC)          | 20 Pkt. |
| 2.                                             | Spanien                | Pablo Urtasun (EUS)        | 17 Pkt. |
| 3.                                             | Frankreich             | Nicolas Edet (COF)         | 15 Pkt. |
| 4.                                             | Frankreich             | Anthony Delaplace (SAU)    | 13 Pkt. |
| 5.                                             | Frankreich             | Maxime Bouet (ALM)         | 11 Pkt. |
| 6.                                             | Danemark               | Michael Mørkøv (STB)       | 10 Pkt. |
| 7.                                             | Australien             | Matthew Goss (OGE)         | 9 Pkt.  |
| 8.                                             | Vereinigtes Konigreich | Mark Cavendish (SKY)       | 8 Pkt.  |
| 9.                                             | Deutschland            | André Greipel (LTB)        | 7 Pkt.  |
| 10.                                            | Australien             | Mark Renshaw (RAB)         | 6 Pkt.  |
| 11.                                            | Niederlande            | Kenny van Hummel (VAC)     | 5 Pkt.  |
| 12.                                            | Slowakei               | Peter Sagan (LIQ)          | 4 Pkt.  |
| 13.                                            | Spanien                | José Joaquín Rojas (MOV)   | 3 Pkt.  |
| 14.                                            | Slowenien              | Borut Božič (AST)          | 2 Pkt.  |
| 15.                                            | Norwegen               | Edvald Boasson Hagen (SKY) | 1 Pkt.  |

| Zielsprint in Seraing nach 198 km auf 204 m |             |                             |         |
| 1.                                          | Slowakei    | Peter Sagan (LIQ)           | 45 Pkt. |
| 2.                                          | Schweiz     | Fabian Cancellara (RNT)     | 35 Pkt. |
| 3.                                          | Norwegen    | Edvald Boasson Hagen (SKY)  | 30 Pkt. |
| 4.                                          | Belgien     | Philippe Gilbert (BMC)      | 26 Pkt. |
| 5.                                          | Niederlande | Bauke Mollema (RAB)         | 22 Pkt. |
| 6.                                          | Spanien     | Alejandro Valverde (MOV)    | 20 Pkt. |
| 7.                                          | Niederlande | Robert Gesink (RAB)         | 18 Pkt. |
| 8.                                          | Irland      | Daniel Martin (GRS)         | 16 Pkt. |
| 9.                                          | Kanada      | Ryder Hesjedal (GRS)        | 14 Pkt. |
| 10.                                         | Belgien     | Dries Devenyns (OPQ)        | 12 Pkt. |
| 11.                                         | Belgien     | Jurgen Van Den Broeck (LTB) | 10 Pkt. |
| 12.                                         | Frankreich  | Sylvain Chavanel (OPQ)      | 8 Pkt.  |
| 13.                                         | Australien  | Simon Gerrans (OGE)         | 6 Pkt.  |
| 14.                                         | Frankreich  | Samuel Dumoulin (COF)       | 4 Pkt.  |
| 15.                                         | Italien     | Vincenzo Nibali (LIQ)       | 2 Pkt.  |